# Kunsthalle Dominikanerkirche
La Kunsthalle Dominikanerkirche est une église gothique de la ville d´Osnabrück dans le land de Basse-Saxe dans le Nord de l'Allemagne.
L'église fut construite au XIIIe siècle par des dominicains.
Après le départ des moines, l´église s'est mise à servir de galerie d'art contemporain. De nos jours elle compte parmi les plus belles collections du nord de l´Allemagne. 
Sculptures et objets d´art y sont exposés en tenant compte de la nature sacrée du lieu.